# الفيلق الثالث والعشرون (ألمانيا)
الفيلق الثالث والعشرون (الثالث والعشرون. Armeekorps) كان فيلق في الجيش الألماني خلال الحرب العالمية الثانية.

## القادة
- الجنرال دير إينفانتيري إريك راشيك، أبريل 1939   - 26 أكتوبر 1939
- الجنرال دير إينفانتيري ألبريشت شوبرت ، 26 أكتوبر 1939   - 25 يوليو 1942
- الجنرال دير إينفانتيري كارل هيلبرت، 25 يوليو 1942   - 19 يناير 1943
- غنرال أوبرست يوهانس فريزنر، 19 يناير 1943   - 7 ديسمبر 1943
- جنرال دير بانزتروب هانز فرايهر فون فونك، 7 ديسمبر 1943   - 2 فبراير 1944
- الجنرال دير بيونيير أوتو تيمان فبراير 1944   - 12 أكتوبر 1944
- الجنرال دير إينفانتيري والتر ميلزر، 12 أكتوبر 1944   - 8 مايو 1945

## منطقة العمليات
- الجدار الغربي - سبتمبر 1939 - يونيو 1941
- الجبهة الشرقية، القطاع المركزي - يونيو 1941 - مايو 1945

## روابط خارجية
- "XXIII. Armeekorps". Lexikon der Wehrmacht. مؤرشف من الأصل في 2019-09-14. اطلع عليه بتاريخ 2011-03-16.